# Trichosteleum lamprophyllum
Trichosteleum lamprophyllum là một loài Rêu trong họ Sematophyllaceae. Loài này được (Mitt.) W.R. Buck miêu tả khoa học đầu tiên năm 1983.